# Fustiaria
Fustiaria es un género de molusco escafópodo marino del orden de Dentaliida y de la familia de los Fustiariidae. Dentro de esta familia sólo existe este género, el cual cuenta a su vez con 24 especies.

## Descripción
Las conchas de Fustiaria se caracterizan por ser lisas, delgadas, con sección transversal circular y ligeramente curvadas, mientras que las paredes son delgadas y prácticamente transparentes. El diente central de su rádula (órgano masticador), llamado "raquis", es inusual en comparación con el de otros Dentaliidos ya que es plano en su punta en lugar de puntiagudo. El espacio alrededor del pie (el "seno del pedal") está dividido por una delgada membrana horizontal llamada tabique. 

## Especies
A continuación se brinda una lista parcial de las especies incluidas dentro del género Fustiaria son:
- Fustiaria caesura (Colman, 1958)
- Fustiaria crosnieri Nicklès, 1979
- Fustiaria diaphana V. Scarabino & F. Scarabino, 2010
- Fustiaria electra V. Scarabino & F. Scarabino, 2010
- Fustiaria engischista (Barnard, 1963)
- Fustiaria gruveli (Dautzenberg, 1910)
- Fustiaria langfordi (Habe, 1963)
- Fustiaria liodon (Pilsbry & Sharp, 1897)
- † Fustiaria maoria P. A. Maxwell, 1992
- Fustiaria mariae Scarabino, 2008
- Fustiaria nipponica (Yokoyama, 1922)
- Fustiaria polita (Linnaeus, 1767)
- Fustiaria rubescens (Deshayes, 1826)
- Fustiaria steineri V. Scarabino, 2008
- Fustiaria stenoschiza (Pilsbry & Sharp, 1897)
- Fustiaria tenuifissum (Pilsbry & Sharp, 1897)
- Fustiaria vagina Scarabino, 1995